# Arauzona
Arauzona é um gênero de mariposa pertencente à família Acrolepiidae.